# 鯉山
鯉山（こいやま）は、7月に京都市内で行われる祇園祭において巡行する山鉾である。2014年に後祭が復活してからは、毎年7月24日の後祭に巡行している
山鉾町は中京区室町六角下ル鯉山町
中国の故事である登竜門を基とした山で、室町時代には存在したとされる。天明の大火で焼失し、この際復興のために懸装品としてタペストリーなどが集められた。元治の大火でも焼失したものの、鯉や懸装品のタペストリーは維持され、再び再興されている。
上段には鯉の彫刻と白麻緒で鯉が滝を登る姿が表されており、山の奥には小さな祠に素盞鳴尊を祀っている。鯉の彫刻は江戸時代初期の名工左甚五郎作とされる。16世紀にベルギー、ブリュッセルで製作されたタペストリーが裁断されて飾られている。このタペストリーはギリシャの叙事詩「イーリアス」のトロイア戦争の一場面を描いたものとされる。。
会所では登竜門をモチーフとした授与品が販売される。

## 画像

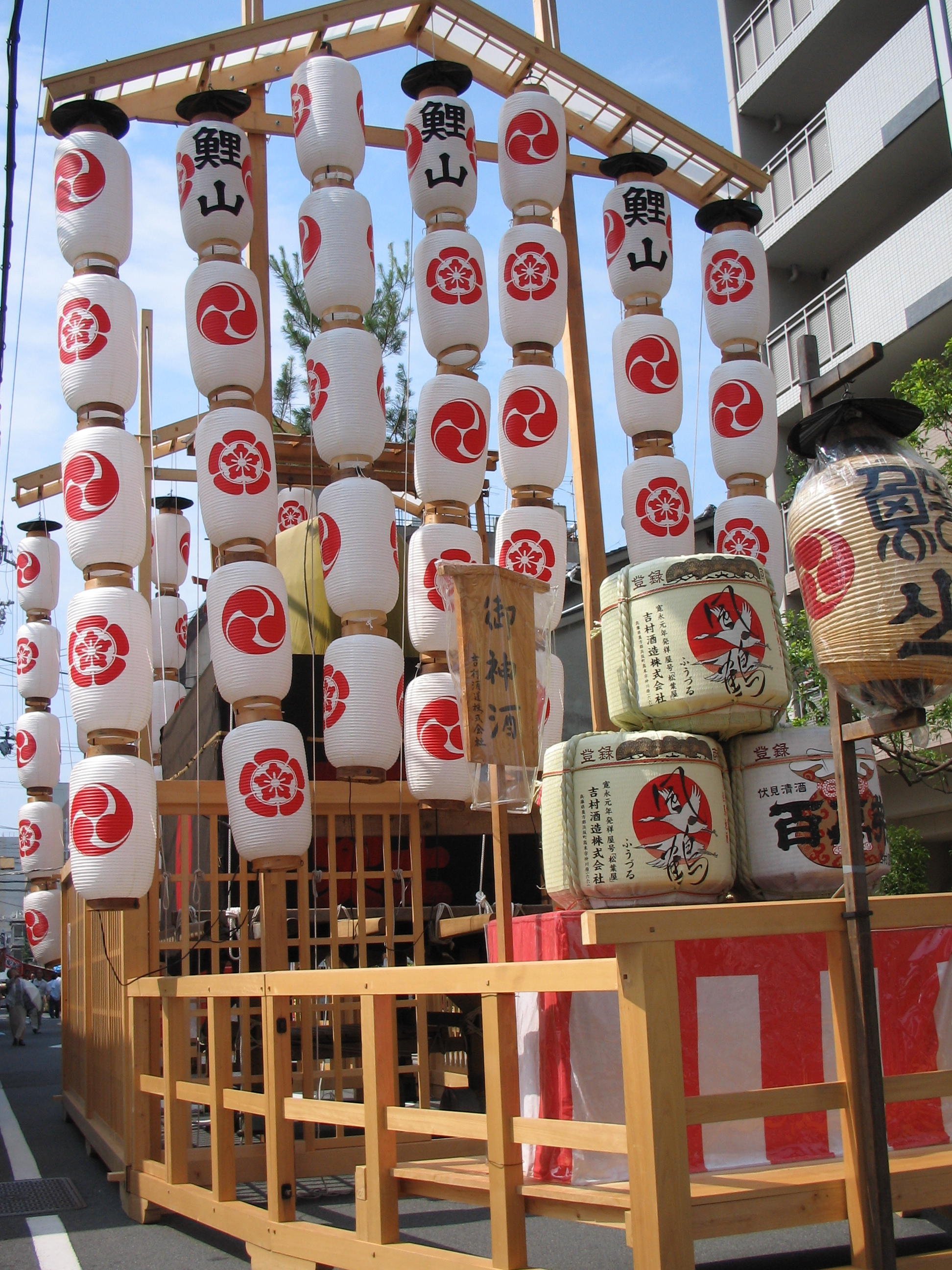
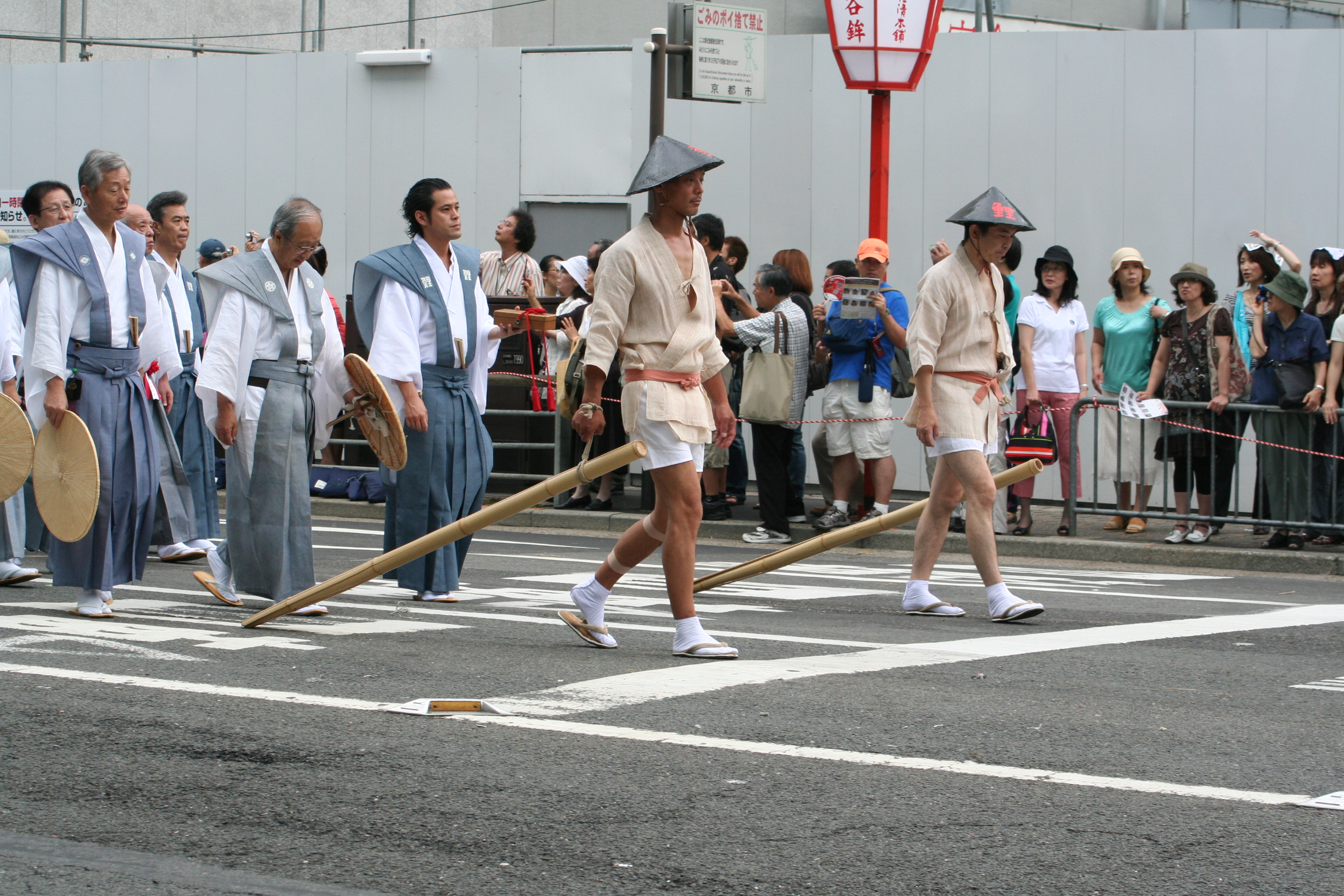
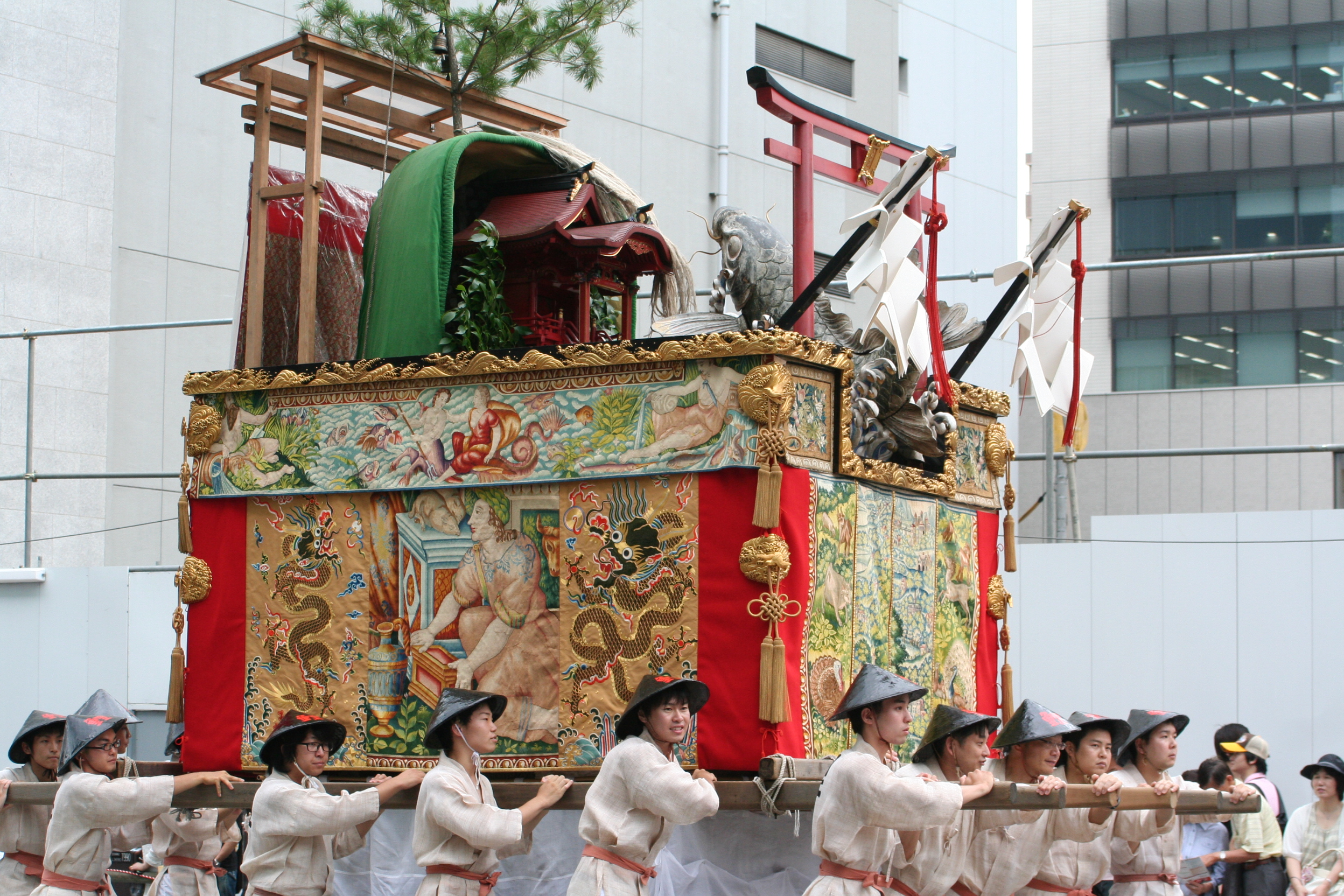
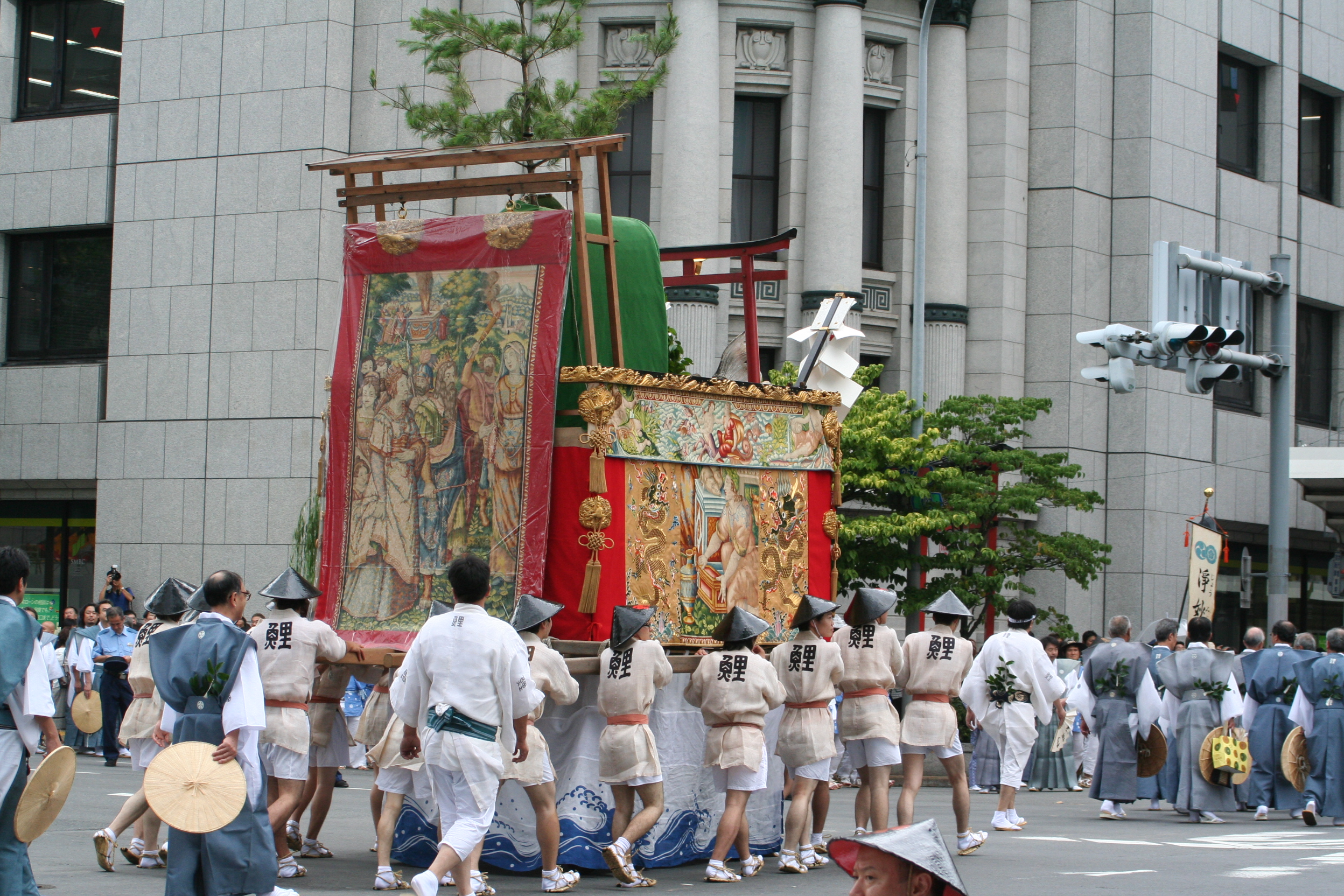
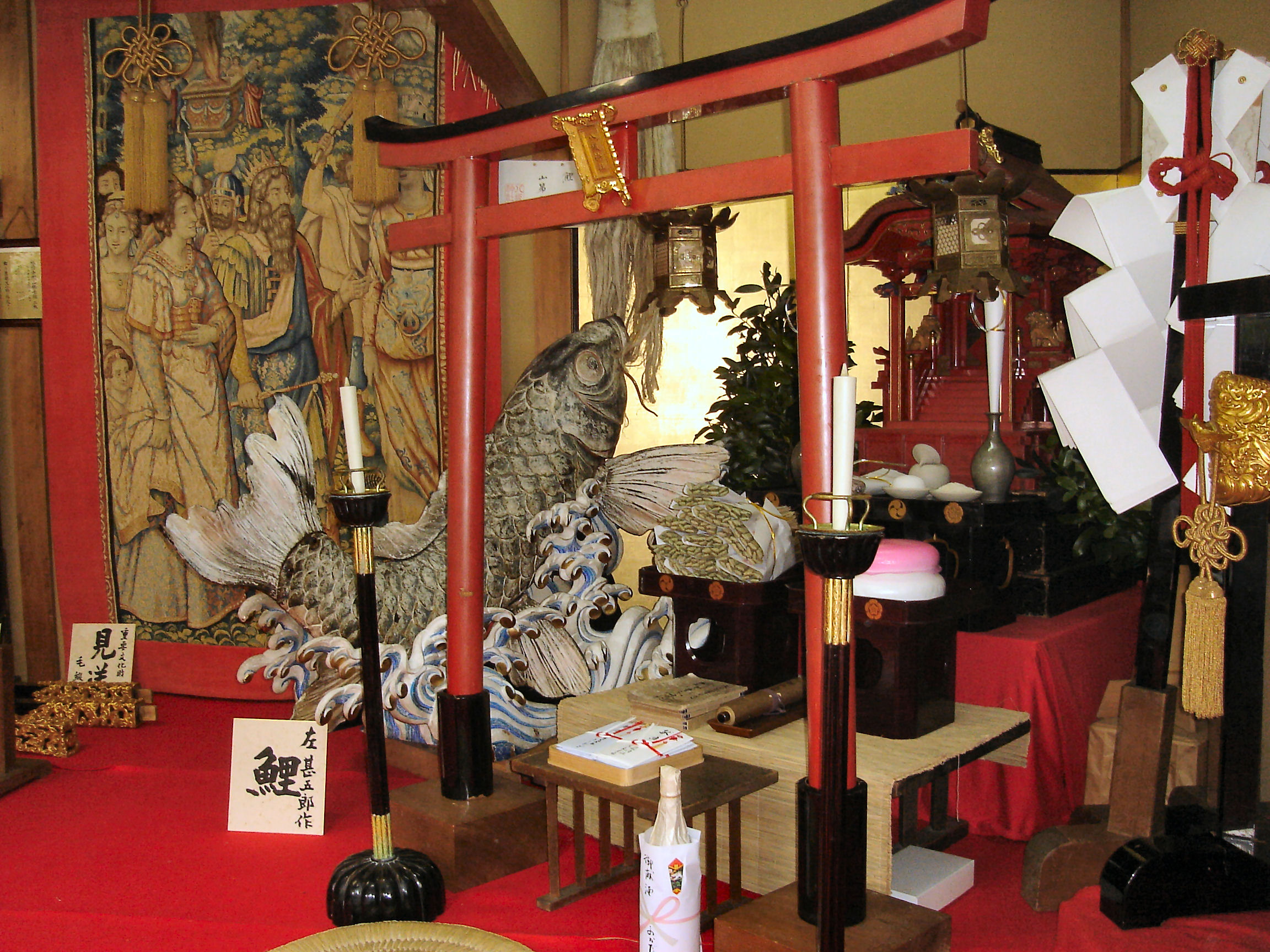